# Industrie pétrolière au Tchad

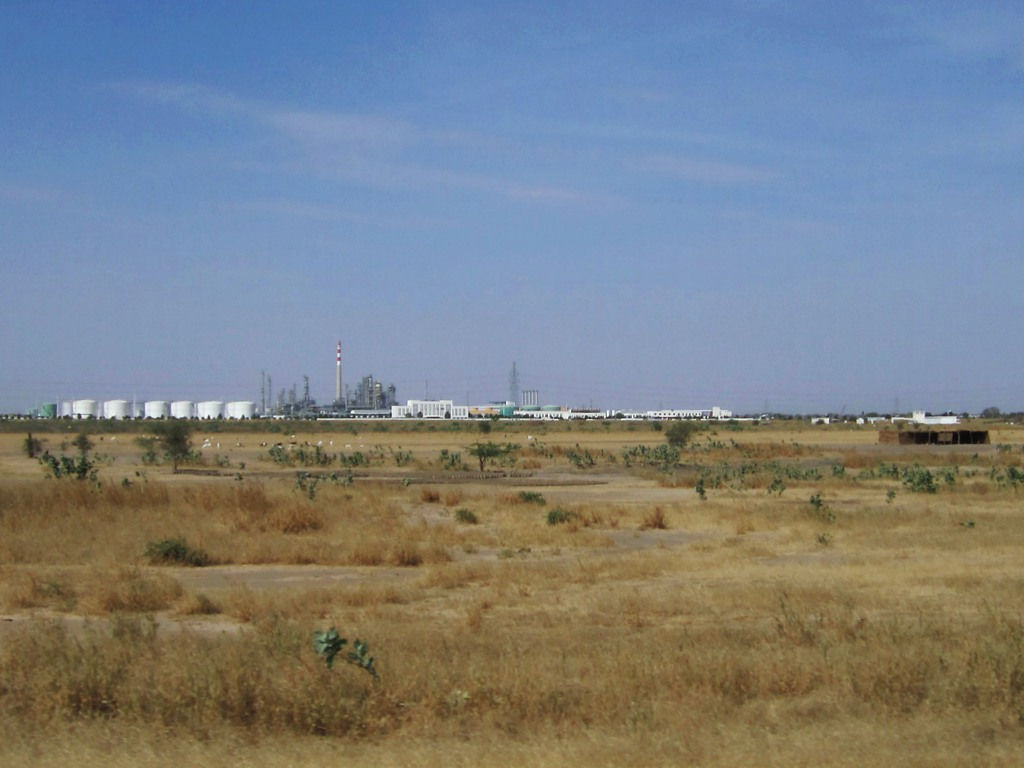
La raffinerie de Djermaya.

Le Tchad dispose d'importantes réserves de pétrole brut qui, avec l'agriculture, représentent la plus grande part des revenus d'exportation. Produisant environ 100 000 barils de pétrole par jour, la majeure partie du brut tchadien provient des réserves du bassin de Doba, au sud du pays, où du pétrole a été découvert au début des années 1970 par des foreurs étrangers. Il y a environ un milliard de barils de pétrole au Tchad, la plupart étant exploités par des centaines de plates-formes exploitées par des sociétés occidentales telles qu'Exxon-Mobil ou Royal Dutch Shell.

## Histoire

### Débuts de l'exploitation
L'exploration pétrolière au Tchad débute dans les années 1950 alors que le pays était encore sous administration coloniale française. Au moins trois zones riches en pétrole ont été découvertes dans le pays, mais en raison du coût élevé qui aurait été encouru pour leur exploitation, les Français ont choisi de ne pas les développer. À l'époque, l'essentiel du pétrole français était importé d'Algérie et du Moyen-Orient,. En 1960, le Tchad a obtenu son indépendance de la France et François Tombalbaye dirige le pays en tant que premier président. Tombalbaye a fait appel à Conoco, une société pétrolière et gazière américaine pour rechercher des réserves de pétrole. La société a trouvé du pétrole dans plusieurs zones en 1973-1975, notamment le bassin de Doba dans le système du rift centrafricain et la région de Sedigui du lac Tchad .

### Ère Déby
En 1990, Idriss Déby est arrivé au pouvoir lors d'un coup d'État modifiant la dynamique du pétrole et du pouvoir dans le pays. Malgré une augmentation relative de la stabilité et une réduction des conflits, la rébellion et la violence étaient toujours en cours. Shell et la compagnie pétrolière française Total (alors Elf Aquitaine ) se sont retirées du Tchad en 1999. Le retrait d'Elf a attiré les critiques du gouvernement Déby et le gouvernement a organisé des manifestations. En 2000, un nouveau consortium pétrolier a vu le jour. Il comprenait Exxon (opérant au Tchad sous le nom d'Esso), Chevron et Petronas, et s'est nommé en Tchad Oil Transportation Company. Le consortium était dirigé par des Américains, Exxon et Chevron détenant ensemble 65% de la participation dans l'accord, et le consortium a promis un investissement de 3,7 milliards de dollars pour forer les puits de pétrole du Tchad et construire un oléoduc entre le pays et le Cameroun pour exporter les ressources. Comme convenu avec le gouvernement, une partie de cet argent irait à des projets de réduction de la pauvreté et au développement des infrastructures du Tchad. Le Tchad recevrait environ 12,5% des bénéfices réalisés sur chaque baril exporté.
En 2006, le président Déby a ordonné à Chevron et Petronas de quitter immédiatement le Tchad pour avoir soi-disant refusé de payer 450 millions de dollars d'impôts, laissant Exxon comme la seule compagnie pétrolière du consortium d'origine restée dans le pays. Cependant, beaucoup considéraient l'expulsion comme une méthode pour faire place à une implication accrue du gouvernement tchadien dans la production pétrolière du pays ou même pour faire de la place aux compagnies pétrolières chinoises, le Tchad ayant rétabli ses relations avec Pékin,. Peu de temps après, Déby a suspendu trois membres de son cabinet, dont Mahmat Nasser Hassan, le ministre tchadien du pétrole.
En 2016, un tribunal tchadien a condamné à une amende de 74 milliards de dollars à Exxon, soit sept fois la taille de l'économie tchadienne, pour avoir prétendument omis de payer des redevances L'année suivante, Exxon a réglé le différend et a pu conserver son permis d'exploration.

### Activités chinoises
En 2008, la China National Petroleum Company a conclu une joint-venture avec la Chadian National Hydrocarbon Company pour construire une raffinerie de pétrole au nord de N'djamena avec une pression de production de 20 000 barils par jour. Les pétroliers chinois ont également commencé à explorer de nouveaux gisements de pétrole et à mener des études sismiques et en 2009, l'exploitation d'un nouveau gisement de pétrole a débuté.
En 2014, le Tchad a suspendu la China National Petroleum Corporation de l'exploration pour infractions environnementales et a infligé une amende de 1,2 milliard de dollars. La même année, le gouvernement tchadien a annoncé son intention d'augmenter substantiellement la production de pétrole du pays.

## Critiques

### Inflation et paupérisation de la population
Le début de l'exploitation pétrolière est accompagné de promesses d'équipements et de développement : voitures, maisons, hôpitaux, routes, électricité. la manne pétrolière est censée aider à la réduction de la pauvreté. En réalité, cette dernière s'accroît du fait de l'extraction du pétrole. En effet, d'une part, les investissements promis au service des populations sont peu ou pas réalisés. D'autre part, l'arrivée d'entreprises étrangères s'accompagne d'une très forte inflation par la demande, surtout concernant les produits de première nécessité et les loyers.
De surcroît, un transfert de main-d'œuvre depuis le secteur agricole vers le secteur pétrolier rend la production vivrière plus instable et incertaine.

### Augmentation de la criminalité
L'augmentation de la richesse d'une partie de la population attire cependant également de nouvelles formes de criminalité, en particulier liées à l'alcoolisme, la prostitution et au crime crapuleux. La réaction de l'armée tchadienne est elle aussi dommageable à la population, des massacres ayant été commis en 1997 et 1998 en réponse à des actes criminels.
Les bénéfices de la vente du pétrole semblent également avoir été utilisés en priorité pour l'achat d'armes plutôt que pour le développement humain.

### Risques environnementaux et sur la santé
Les trois cents puits initialement prévus sont en réalité au nombre de mille cinq cents environ
La pollution liée à l'exploitation du pétrole touche principalement l'air et l'eau potable. La pollution atmosphérique entraîne une augmentation des cas de maladies respiratoires ; la pollution des réserves d'eau souterraine accroît les épidémies, notamment de choléra,.